# Villa Suman
Villa Suman, situata a Sarcedo, porta la data di costruzione del 1832.
L'immobile era destinato alla residenza estiva dei proprietari di una tenuta agricola, e dei loro collaboratori.
L'unica firma d'autore rintracciata sul retro della pergola che rappresentava un paesaggio orientale si può interpretare come: "Giovanni Picusso dipinse – 1832" (o simile, data la grafia a mano).
Pietro Tiberio Suman, nacque nel 1816 a Conselve (PD). Era figlio del musicista compositore conte Marco Antonio Suman e della contessa (stimata pianista) Laura Roberti di Bassano. Marco Antonio morì prematuramente, a soli 29 anni, quando il figlio Pietro aveva solo pochi mesi.
Pietro Suman fu musicista anche lui, proseguendo la tradizione di famiglia, ma soprattutto si faceva pigmalione e critico dei nuovi talenti musicali, costituendo associazioni come “il cenacolo dei filarmonici” citato nel libro di Bruno Brunelli Bonetti, ed altre pubblicazioni.
I concerti, le discussioni e le audizioni si svolgevano principalmente a Padova, a Casa Suman in Prato della Valle, o a Bassano, nella residenza materna (Roberti) negli anni 60 e 70 dell'Ottocento. 
La tenuta di Sarcedo veniva citata nelle pubblicazioni come appuntamento per attività agricole (es: vendemmia) e stazione di riposo. Da qui è partita una fitta corrispondenza.
Il conte Ing. Camillo Suman, nacque a Padova nel 1857. Fu lui a completare i lavori della villa e della tenuta di Sarcedo, ad acquistare molti terreni agricoli (circa 72 ettari) e case rurali e ad adibirla alla dimora estiva della famiglia, dedicata all'agricoltura, principale fonte di reddito.
L'origine della proprietà deriva dall'acquisto della villa non terminata da un nobile vicentino, che, secondo le leggende tramandate a voce, la stava edificando per la propria amante, che presto si rivelò indegna del dono. Si interruppe la relazione, la costruzione ed i decori, che attualmente si sono rivelati molto differenti nelle varie zone all'interno dell'immobile, tra loro per stile e datazione.
Secondo la tradizione familiare, il corpo della villa terminato e decorato all'epoca dell'acquisto consisteva solamente nella struttura a due piani, tipologicamente residenziale, accompagnata da diversi fabbricati rurali in cui risiedevano i fattori ed i lavoratori agricoli (es: Colombara). Il secondo corpo, all'epoca, pare, appena abbozzato, istituiva l'area dei servizi.
L'attività era specializzata nel settore agricolo.
Camillo Suman realizzò gratuitamente molti lavori edili (strade, fontane) per il Comune di Sarcedo (documenti notarili).
Una persona importante, nella storia, nelle immagini e nella tradizione, è il conte Camillo Manfredini, originario di Rovigo, dove gestiva una grande tenuta (Conca di Rame). Era chiamato in famiglia “il Santolo” e grazie a lui, atti notarili in vita, testamento etc, la vita dei giovani Suman nei momenti difficili fu appoggiata, in particolare quella del figlioccio Camillo, e dei suoi figli.
Di Manfredini si sa che si trasferì a Padova, in casa Suman, quando fu in difficoltà di salute, ed ivi morì nel marzo 1901, all'età di 83 anni.